# Uwe
Uwe – imię męskie pochodzenia germańskiego (zachodniofryzyjskiego) o niepewnej etymologii; może być skróconą formą germańskich imion złożonych rozpoczynających się słowem *ob- („pracowity”) lub pochodzącym z języka starowysokoniemieckiego agil- („miecz”).
Znane osoby o imieniu Uwe:
- Uwe Boll – niemiecki reżyser
- Uwe Bossert – niemiecki muzyk, członek zespołu Reamonn
- Uwe Kröger – niemiecki aktor teatralny, wokalista i tancerz
- Piotr "Uwe" Głowacki – polski badacz regionów polarnych, geofizyk